# I'm Only Dancing (The Soul Tour 74)
I'm Only Dancing (The Soul Tour 74) is een livealbum van de Britse muzikant David Bowie, uitgebracht op 29 augustus 2020 ter gelegenheid van Record Store Day. Het album werd opgenomen tijdens de tweede helft van de Diamond Dogs Tour in 1974, die ook wel de "Soul Tour" werd genoemd nadat Bowie steeds meer beïnvloed raakte door soulmuziek uit Philadelphia.

## Achtergrond
David Bowie ging in juni en juli 1974 op tournee om zijn album Diamond Dogs te promoten. Op dit deel van de tournee werden grote decorstukken gebruikt. Het tweede deel van de tournee, die van september tot december 1974 duurde, kreeg de bijnaam "Soul Tour" vanwege de invloed van de soulmuziek op de nummers die Bowie aan het opnemen was voor zijn volgende album Young Americans. Hierdoor werden ook de shows aangepast: de grote decorstukken waren niet meer te zien, deels omdat Bowie moe was van het ontwerp en omdat hij zijn nieuwe geluid wilde ontwikkelen. Ook werden een aantal nummers niet meer gespeeld, terwijl een aantal nummers van het nieuwe album aan de tracklijst werden toegevoegd. De lineup van Bowie’s achtergrondband werd ook gewijzigd; in zijn nieuwe band zaten meer muzikanten die ook op Young Americans te horen zouden zijn.
Er werden al twee optredens van de Diamond Dogs Tour uitgebracht als livealbums, te weten David Live (1974) en Cracked Actor (Live Los Angeles '74) (2017). I'm Only Dancing (The Soul Tour 74) was echter het eerste album waarop een optreden uit het "Soul"-gedeelte van de tournee officieel werd uitgebracht. Het grootste deel van het album werd op 20 oktober 1974 opgenomen in het Michigan Palace Theater in Detroit, terwijl de laatste drie nummers van het album zijn opgenomen op 30 november 1974 in het Nashville Municipal Auditorium in Nashville. De cover van het album is gelijk aan de voorkant van het programmaboekje voor deze twee optredens.

## Tracklist
Alle nummers geschreven door Bowie, tenzij anders vermeld.

| Nr. | Titel                                                                     | Schrijver(s)                                                | Duur |
| --- | ------------------------------------------------------------------------- | ----------------------------------------------------------- | ---- |
| 1.  | "Introduction / Memory of a Free Festival"                                |                                                             | 0:30 |
| 2.  | "Rebel Rebel"                                                             |                                                             | 2:46 |
| 3.  | "John, I'm Only Dancing (Again)"                                          |                                                             | 6:34 |
| 4.  | "Sorrow"                                                                  | Bob Feldman, Jerry Goldstein, Richard Gottehrer             | 3:12 |
| 5.  | "Changes"                                                                 |                                                             | 3:28 |
| 6.  | "1984"                                                                    |                                                             | 2:51 |
| 7.  | "Moonage Daydream"                                                        |                                                             | 5:04 |
| 8.  | "Rock 'n' Roll with Me"                                                   | Bowie, Warren Peace                                         | 5:04 |
| 9.  | "Love Me Do / The Jean Genie"                                             | Lennon-McCartney, Bowie                                     | 6:32 |
| 10. | "Young Americans"                                                         |                                                             | 4:45 |
| 11. | "Can You Hear Me?"                                                        |                                                             | 5:54 |
| 12. | "It's Gonna Be Me"                                                        |                                                             | 6:53 |
| 13. | "Somebody Up There Likes Me"                                              |                                                             | 5:31 |
| 14. | "Suffragette City"                                                        |                                                             | 3:49 |
| 15. | "Rock 'n' Roll Suicide"                                                   |                                                             | 5:55 |
| 16. | "Panic in Detroit"                                                        |                                                             | 4:29 |
| 17. | "Knock on Wood"                                                           | Eddie Floyd, Steve Cropper                                  | 2:58 |
| 18. | "Footstompin' / I Wish I Could Shimmy Like My Sister Kate / Footstompin'" | Aaron Collins, Buck Ram, Armand J. Piron, Clarence Williams | 3:08 |
| 19. | "Diamond Dogs / It's Only Rock 'n Roll (But I Like It) / Diamond Dogs"    | Bowie, Jagger/Richards                                      | 6:57 |

## Personeel
- David Bowie: zang, akoestische gitaar, mondharmonica
- Earl Slick: gitaar
- Carlos Alomar: gitaar
- Mike Garson: piano, mellotron
- David Sanborn: altsaxofoon, fluit
- Pablo Rosario: percussie
- Emir Ksasan: basgitaar
- Dennis Davis: drums
- Ava Cherry, Robin Clark, Anthony Hinton, Warren Peace, Diane Sumler, Luther Vandross: achtergrondzang